# トロンヘイム沖海戦
トロンヘイム沖海戦は第二次世界大戦中のノルウェー攻防戦において、生起した海戦の一つ。
1940年（昭和15年）4月8日、ノルウェー各地への侵攻のためノルウェー沖合を航行していたドイツ海軍 (Kriegsmarine) の駆逐艦2隻と、ノルウェー機雷敷設作戦のため行動中だったイギリス海軍 (Royal Navy) のG級駆逐艦グローウォーム (HMS Glowworm, H92) が遭遇して戦闘となり、その後ドイツ海軍の重巡洋艦1隻が戦闘に加わった。
ヘルムート・ハイエ艦長が指揮するドイツ重巡アドミラル・ヒッパーの砲撃により、グローウォームが沈没した。

## 概要
1939年（昭和14年）9月に第二次世界大戦が勃発した時、北欧のノルウェーは中立を宣言した。だが枢軸国と連合国の双方が、ノルウェーの戦略的重要性を認識するに至る。ナチス・ドイツはヴェーザー演習作戦によるノルウェー侵攻作戦を、イギリスはウィンストン・チャーチル海軍大臣の主導によりノルウェー機雷敷設作戦（ウィルフレッド作戦）と占領作戦（R4作戦）を発動した。
4月7日早暁、シャルンホルスト級戦艦2隻を含むドイツ艦隊（指揮官ギュンター・リュッチェンス中将）は、ヴェーザー川の河口沖に集結した。その中で、重巡アドミラル・ヒッパー (Admiral Hipper) と駆逐艦4隻はドイツ兵約1,700名をトロンハイムに揚陸する任務を負っていた（ヴェーザー演習作戦、ドイツ軍参加部隊一覧表）。この第2部隊の指揮官は、ヒッパー艦長ヘルムート・ハイエ大佐であった。
一方のイギリス軍もノルウェー侵攻作戦を発動しており、実施部隊掩護のため、4月5日にW・J・ホイットワース中将が率いる巡洋戦艦レナウン (HMS Renown) と随伴駆逐艦4隻（ハイぺリオン、ヒーロー、グレイハウンド、グローウォーム）がロサイスを出撃した。だが北大西洋を航行中にグローウォーム（艦長ループ少佐）の乗員が波にさらわれ、捜索のためにホイットワース部隊から分離した。その後も、濃霧やジャイロコンパス故障のため、ホイットワース部隊に合流できなかった。既述のとおりドイツ軍はヴェーザー演習作戦（ノルウェー侵攻作戦）を開始しており、ノルウェー沖を航行していた。

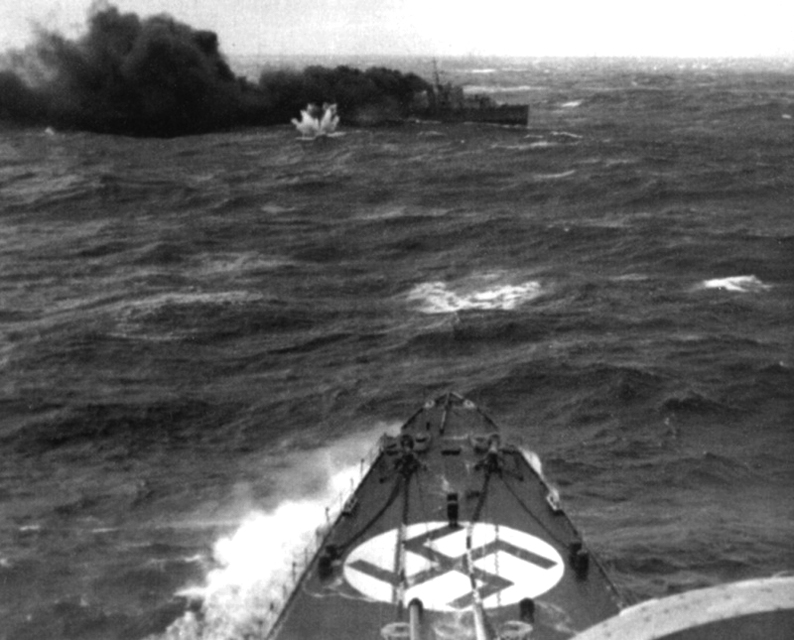
アドミラル・ヒッパーより撮影された、煙幕展開中のグローウォーム

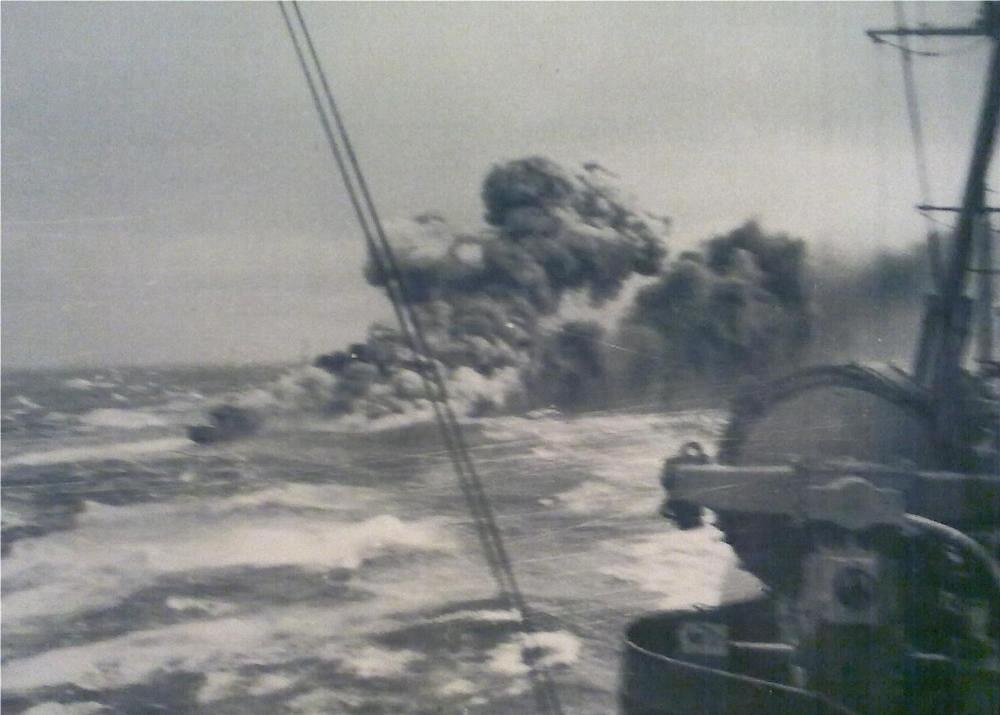
炎上するグローウォーム

4月7日午前中、イギリス空軍の偵察機はノルウェーに向け航行中のドイツ艦隊（リュッチェンス部隊）を発見したが、イギリス本国艦隊司令長官チャールズ・フォーヴス大将は直率部隊を出撃させなかった。ホイットワース部隊に対しては、ドイツ艦隊の迎撃を命じている。
4月8日朝、グローウォームはナルヴィクやトロンハイムにむけて航行中だったドイツ艦隊と遭遇した。まずグローウォームと、ドイツ艦隊本隊から遅れていたドイツ駆逐艦ハンス・リューデマン (Z18 Hans Lüdemann) および駆逐艦ベルンド・フォン・アルニム (Z11 Bernd von Arnim) が交戦する。アルニムは右舷斜め横から接近してきたグローウォームの誰何に対し、「スウェーデン海軍の駆逐艦イェーテボリ (HMS Göteborg, J5) である」と答えた。8時30分、グローウォームはそれを信じず砲撃を開始し、トロンヘイム冲海戦がはじまる。ドイツ側総指揮官のリュッチェンス提督はドイツ駆逐艦を掩護するため、重巡洋艦アドミラル・ヒッパーを派遣した。
8時50分、アドミラル・ヒッパーは戦場に到着してグローウォームとの交戦を開始した。グローウォームはドイツ重巡に対して2度の雷撃をおこなったが、すべて回避された。一方のグローウォームには、ドイツ重巡の8インチ砲弾が次々に命中した。グロウォームは炎上しながらもアドミラル・ヒッパーに対して体当たりを試み、アドミラル・ヒッパーの右舷に衝突する。砲撃による被害の累積と衝突によりグローウォームは戦闘不能になり、まもなく沈没した。グローウォーム乗組員149名のうち、ヒッパーに救助された生存者は31名であったという。イギリス側の当初の発表では、145名行方不明としていた。アドミラル・ヒッパーは浸水被害を受けたが、作戦行動を継続してトロンヘイムにむかった。
グローウォームからの通信途絶を受け、本国艦隊司令長官フォーブス提督は巡洋戦艦レパルスと軽巡ペネロピおよび駆逐艦4隻を派遣した。だがドイツ艦隊もグローウォームも発見できなかった。
4月9日、巡洋戦艦レナウン（ホイットワース提督旗艦）はナルヴィク沖合で、ギュンター・リュッチェンス中将が指揮する高速戦艦2隻（グナイゼナウ、シャルンホルスト）と遭遇した。レナウンはグナイゼナウ（リュッチェンス提督旗艦）に砲撃をおこない若干の被害を与えたが、悪天候のため逃走を許した（ロフォーテン諸島沖海戦）。
一方ノルウェー周辺で行動中のイギリス艦隊は、ドイツ空軍 (Luftwaffe) の空襲に悩まされる。
本国艦隊旗艦の戦艦ロドニーはノルウェーのカモーイ沖合でドイツ軍爆撃機の空襲により直撃弾を受けたが、不発のため最小限の被害で済んだ。
ノルウェーのベルゲンにむかったイギリス巡洋艦部隊もドイツ軍爆撃機に襲われ、軽巡オーロラが複数の爆撃を回避、被弾した駆逐艦グルカが沈没した。最終的にイギリス海軍は、ドイツ軍によるナルヴィク占領も、トロンヘイム占領も防ぐことが出来なかった。
海戦後、ヒッパー艦長ヘルムート・ハイエ大佐はイギリス海軍本部に対し、赤十字経由で戦闘の経過とグローウォームの奮戦を報告した。イギリスは、戦死したグローウォーム艦長にヴィクトリア十字賞を授与した。またドイツ側もハイエ大佐に騎士鉄十字章を授与した。